# Svetlana Ivanova
Svetlana Andrejevna Ivanova (russisk: Светлана Андреевна Иванова;  født 26. september 1985) er en russisk teater- og filmskuespillerinde. Hun debuterede som filmskuespiller i 2005 i filmen The Ninth Legion (2005). Hun har senere medvirket i bl.a. Frants + Polina (2006), Avgust. Vosmogo (da.: Den 8. august, 2011) og Venner af venner (2014). Hun modtog for sin rolle som Polina i Frants + Polina en række filmpriser.

## Opvækst og uddannelse
Ivanova er født i Moskva, Russiske SFSR, Sovjetunionen. Hun studerede skuespil på Gerasimov filminstituttet, hvorfra hun dimitterede i 2006.

## Karriere
Ivanovas første betydende rolle som filmskuespiller var rollen som Olja i filmen The Ninth Legion fra 2005 instrueret af Fjodor Bondartjuk.
Derefter spillede hun den kvindelige hovedrolle i filmen Frants + Polina instrueret af Mikhail Segal. Både filmen og Ivanova modtog adskillige priser på forskellige filmfestivaler.

## Privatliv
Ivanova har med sin tidligere samlever, filmfotografen Vjatjeslav Lisnevskij, en datter født i 2012. Hun danner i dag par med instruktøren Dzhanik Fayziev, som hun har et barn med.

## Filmografi i udvalg
| År   | Titel                 | Rolle                                       | Noter |
| ---- | --------------------- | ------------------------------------------- | ----- |
| 2005 | The Ninth Legion      | Olja                                        |       |
| 2006 | Frants + Polina       | Polina                                      |       |
| 2006 | Izobrazjaja zjertvu   | Stasja                                      |       |
| 2009 | Dom Solntsa           | Sasja                                       |       |
| 2010 | Tjomnyj mir           | Marina                                      |       |
| 2011 | Avgust. Vosmogo       | Ksenija                                     |       |
| 2012 | Poklonnitsa           | Lidija Avilova                              |       |
| 2012 | Legenda No. 17        | Irina                                       |       |
| 2013 | Tjastnoje pionerskoje | Svetlana A., lærer i 6B                     |       |
| 2016 | Geroj                 | Grevinde Vera Tjernisjeva / Vera Jezerskaja |       |
| 2019 | Avanpost              | Olga, krigskorrospondent                    |       |
| 2020 | Vratar galaktiki      | Hustru                                      |       |

Svetlana Ivanova har herudover medvirket i en lang række tv-film.

## Eksterne links
- Svetlana Ivanova på Internet Movie Database (engelsk)
- Svetlana Ivanova på The Movie Database (engelsk)